# Борок (Нікольський район)
Боро́к (рос. Борок) — селище у складі Нікольського району Вологодської області, Росія. Адміністративний центр Кемського сільського поселення.

## Населення
Населення — 891 особа (2010; 965 у 2002).
Національний склад (станом на 2002 рік):
- росіяни — 99 %